# Бронек
«Бронек» — премія України у галузі театрального мистецтва, заснована 2008 року відомим критиком і педагогом Валентиною Заболотною, яка вшанувала пам'ять свого діда, геніального актора Амвросія Бучми (якого у колі рідних і друзів називали Бронеком).
Нагорода є суто символічною: лауреат отримує фото Амвросія Бучми та диплом, а також вшановується урочистим родинним обідом. Основний сенс премії ─ відшукати і підтримати те вартісне, що створюється в сучасному театрі. Кількість претендентів обмежується лише хронологічними межами. Розглядаються всі акторські та режисерські роботи, представлені протягом календарного року в Україні.
Першого лауреата «Бронека» визначила сама родина Заболотних — це акторка Київського театру на Подолі Тамара Плашенко; відзначено її роботу у виставі «Марія Калас» у Театральній вітальні на Андріївському узвозі.

## Джерело
- Премія «Бронек» [Архівовано 27 лютого 2021 у Wayback Machine.]
- Білоцерківська актриса — в «колі бучменків»